# Борислав Грънчаров
Комитет за телевизия и радио
Борислав Грънчаров е български поп певец.

## Биография
Завършил е Студията за естрадни певци през 1964 г., създадена по идея на Комитета за радио и телевизия, “Балкантон” и Концертна дирекция. Първият му концерт е с Естрадния оркестър на българското радио и телевизия (ЕОБРТ) под диригентството на Милчо Левиев. Две години работи там като солист. След това започват самостоятелните му изяви – със собствени бендове, с оркестрите „Балкантон“ с диригент Димитър Ганев, „София“ и на БНТ. В периода 1970 – 1974 г. пее в бившата ГДР. Изнасял е концерти и в бившия СССР, Полша, Чехословакия, Унгария. През 1978 г. вече има собствен оркестър – „Гонг“. С него прави по 400 – 500 концерта годишно. В периода 1979 – 1989 г. работи във Финландия, Швеция, Норвегия, Белгия, Холандия, ФРГ, Австрия, Швейцария и др. През 1989 г. прави шоу заедно с ансамбловото съчетание на световните шампионки по художествена гимнастика и с дъщеря си Мария Грънчарова, която е певица. С тях пътува 3 години – в големи зали, вариетета и дискотеки в Западна Европа. Последните му концерти с тази група са през 1992 г. Бил е на турнета в Куба, в Канада, в Испания. Получава все първи награди от фестивала в Дрезден, от „Златният Орфей“, от фестивала в Сопот, Полша, от Брашов, Румъния. През 90-те години заедно с приятелите си Борис Гуджунов и Боян Иванов създават певческото трио „Бо Бо Бо“, което изпълнява популярни забавни шлагери с лек хумористичен текст. Шоуто им се радва на голям успех и песните излизат в албума „Момчета с късмет“. През 2007 г. го преиздават на диск заедно с най-добрите си соло песени през годините и изнасят юбилеен концерт в зала 1 на НДК.
Музика за него са писали Тончо Русев, Ангел Заберски, Атанас Косев, Морис Аладжем, Найден Андреев, Митко Щерев, Стефан Димитров, Димитър Гетов, Борис Карадимчев и други.
Умира на 25 февруари 2017 г. в София.

## Дискография

### Малки плочи
- 1969 – „Сан Ремо '69“
(SP, Балкантон – ВТК 2878)
- 1970 – „Борислав Грънчаров“
(EP, Балкантон – ВТМ 6165)
- 1972 – „Пее Борислав Грънчаров“
(SP, Балкантон – ВТК 2990)
- 1973 – „Борислав Грънчаров“
(EP, Балкантон – ВТМ 6588)
- 1975 – „Влюбени“, дует с Йорданка Христова
(SP, Балкантон – ВТК 3201)
- 1977 – „Борислав Грънчаров“
(SP, Балкантон – ВТК 3331)

### Дългосвирещи плочи
- 1979 – „Борислав Грънчаров“
(Балкантон – ВТА 10432)

### Албуми с „Бо Бо Бо“
- 1995 – „Момчета с късмет“
(MC, Балкантон – ВТМС 7720)
- 2007 – „Най-доброто...“ (CD)